# Allorhynchozoon lepralielloidum
Allorhynchozoon lepralielloidum är en mossdjursart som beskrevs av Liu 200. Allorhynchozoon lepralielloidum ingår i släktet Allorhynchozoon och familjen Phidoloporidae. Inga underarter finns listade i Catalogue of Life.